# 김유림 (성우)
김유림(1987년 5월 9일 ~ )은 대한민국의 성우로, 2016년 대교방송 성우극회 공채 7기로 입사했다.

## 출연작

### 애니메이션
- 고고버스 - 사랑, 주원
- 명탐정 코난 20기 - 도민지, 한지수
- 매지컬 파티 - 벌루냥, 번 벌루냥
- 날씨의 아이 - 아마노 히나
- 립체인저 - 토미, 제리
- 바이올렛 에버가든 - 루쿨리아 말버러
- 반짝이는 프리채널 - 다이아
- 베이블레이드 버스트 다이너마이트 배틀 - 벨
- 아기공룡 버디 - 북극 트로오돈
- 안타까운 동물사전
- 엔진스핀업 - 지민, 내레이션 2
- 우다다쿵 공룡마을 - 보나
- 이 멋진 세계에 축복을! 시즌2 - 크리스, 에리스
- SSSS.GRIDMAN - 타카라다 릿카
- 새콤달콤 캐치! 티니핑 -  또너핑
- 디지몬 어드벤처: (대원방송) - 포요몬, 토코몬, 파닥몬
- 댕댕 어드벤처 - 아린, 롤리

### OST
- 캐치! 티니핑 애니메이션 주제가

### 특촬
- 울트라맨 X - 암흑성인 샤프레 성인, 매미여인, 무냥이
- 울트라맨 긴가 S - 안드로이드 원제로(마나), 채림, 사쿠야
- 가면라이더 지오(대원방송) - 셀레네

### 외화
- 스카이 레인저 (텔레노벨라)

### 게임 더빙
- 하스스톤 - 박사 모리건, 토깽이 콩콩
- 명일방주 - 가비알 디 인빈서블
- 타워 오브 판타지 - 이카루스
- 원신 - 파루잔
- 붕괴:스타레일 - 라파
- 코노스바 판타스틱 데이즈 - 크리스
- 카트라이더 - 일영
- 카트라이더 러쉬플러스 - 일영
- 엘라의 2048 - 메이, 마키, 아유, 베스
- 오버히트 - 하루
- 승리의 여신 : 니케 - 디젤, 시그널
- 데스티니 차일드 - 뤼팽
- 러브플루토 - 연우
- 영원회귀: 블랙서바이벌 - 시셀라